# 沖島勲
沖島 勲（おきしま いさお、1940年10月26日 - 2015年7月2日）は、日本の映画監督、脚本家。

## 略歴
大阪府出身。日本大学芸術学部映画学科在学中より、足立正生らと映画『椀』『鎖陰』を製作。若松孝二や吉田喜重の助監督を務める。1969年、『ニュー・ジャック&ヴェティ』で監督デビューを果たす。テレビアニメ『まんが日本昔ばなし』では約1230本の脚本を担当した。
2001年から2007年まで崇城大学芸術学部で教授を務めた。
2015年7月2日、肺癌のため死去。74歳没。

## 監督作品

### 映画
- ニュー・ジャック&ヴェティ モダン夫婦生活讀本（1969年）
- 出張（1989年）
- したくて、したくて、たまらない、女。（1996年）
- YYK論争 永遠の“誤解”（1999）
- 一万年、後....。（2007年）
- 怒る西行（2010年）
- WHO IS THAT MAN!? あの男は誰だ!?（2013年）

#### 出演
- 激写!カジレナ熱愛中!（2014年、安川有果監督）

## 脚本
- まんが日本昔ばなし（1975年 〜  1994年、毎日放送）

本作には19年間の長期間に渡りメインライターとして活躍し、1200本以上を執筆した。